# Barrow Kunda
Barrow Kunda är en ort i Gambia. Den ligger i regionen Lower River, i den centrala delen av landet, 140 km öster om huvudstaden Banjul. Antalet invånare var 4 318 vid folkräkningen 2013.